# Hendrick Aerts

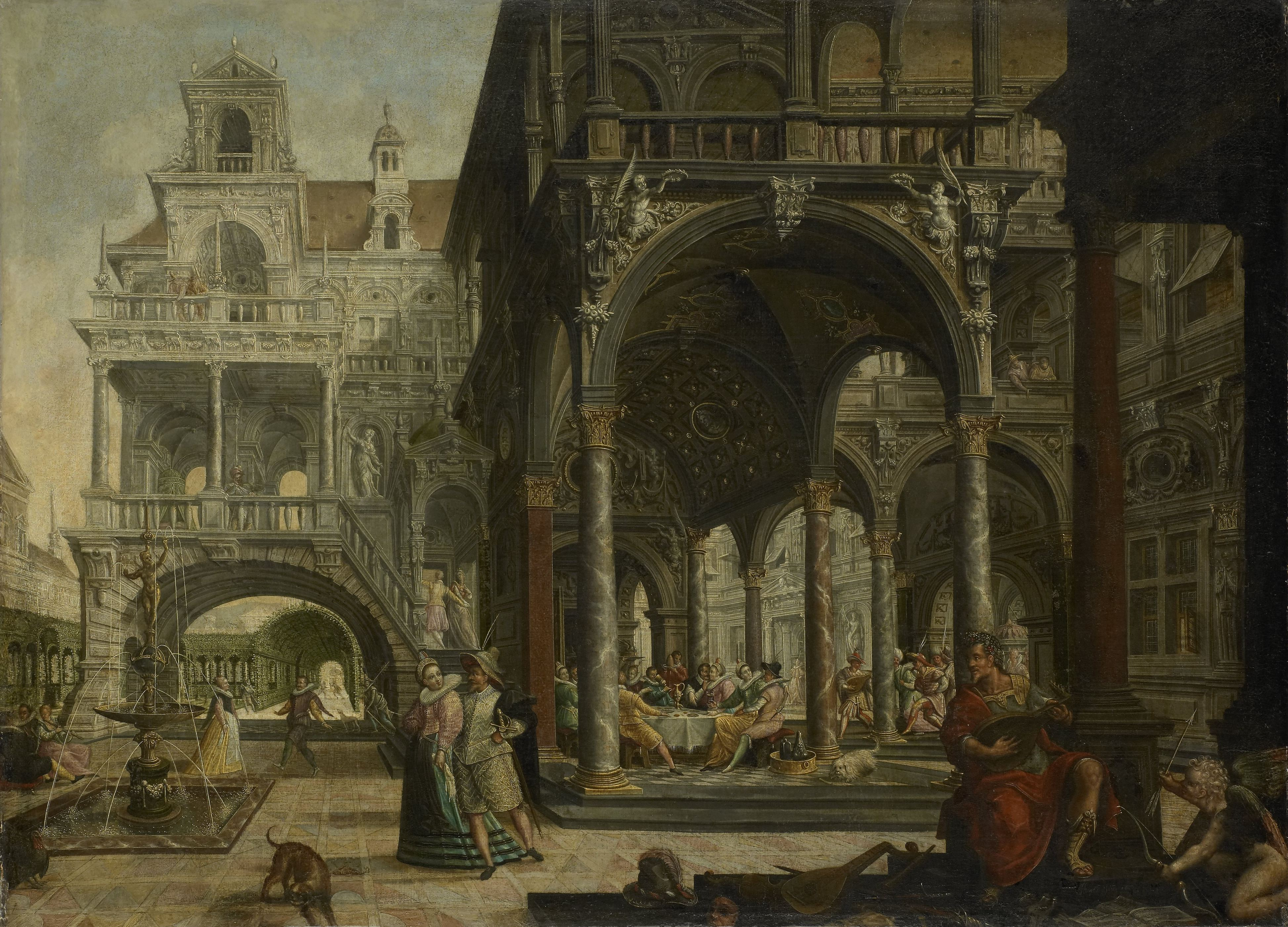
David beobachtet die Toilette von Bathseba

Hendrick Aerts (* zwischen 1565 und 1575; † Januar 1603) war ein flämischer Maler und Zeichner. Namensvarianten: Hendrick Arts, Henricus Arts, Henricus Arijssel (Aryssel), Hendrick A. Rijssel (Ryssel)

## Leben und Werk
Aerts wurde in der älteren Literatur lange als holländischer Meister von flämischer oder französischer Herkunft geführt. Aufgrund eines ehemals in Schwedt an der Oder in Privatbesitz befindlichen Bildes, das „Henricus a Ryssel“ signiert war, vermutete man, dass er vielleicht in Lille (Ryssel ist der flämische Name von Lille) geboren wurde. Als Geburtsdatum nahm man das Jahr 1565 an, das sich auf einem „HA 1565“ signierten Bild in Braunschweig (Herzog Anton Ulrich-Museum) befindet. Dort steht das Datum auf einem Grabstein, was von der Forschung weitestgehend als Geburtsdatum des Künstlers interpretiert wurde.
Man erkannte in seinen Werken einen Einfluss durch Hans Vredeman de Vries und Dirk van Delen und ging davon aus, dass sich Aerts, nach einer frühen Phase in der südlichen Niederlande, nach dem Norden orientiert und dort später auch gearbeitet habe. Ein möglicher zeitweiliger weiterer Aufenthalt in Stockholm wurde für wahrscheinlich gehalten, ließ sich aber nicht belegen.
Schon relativ früh wurde ausgeschlossen, dass Hendrick Aerts mit dem Maler H. Aertsz gleichzusetzen ist, der ab 1553 in Amsterdam dokumentiert ist und 1575 in der Oude Kerk beigesetzt wurde.

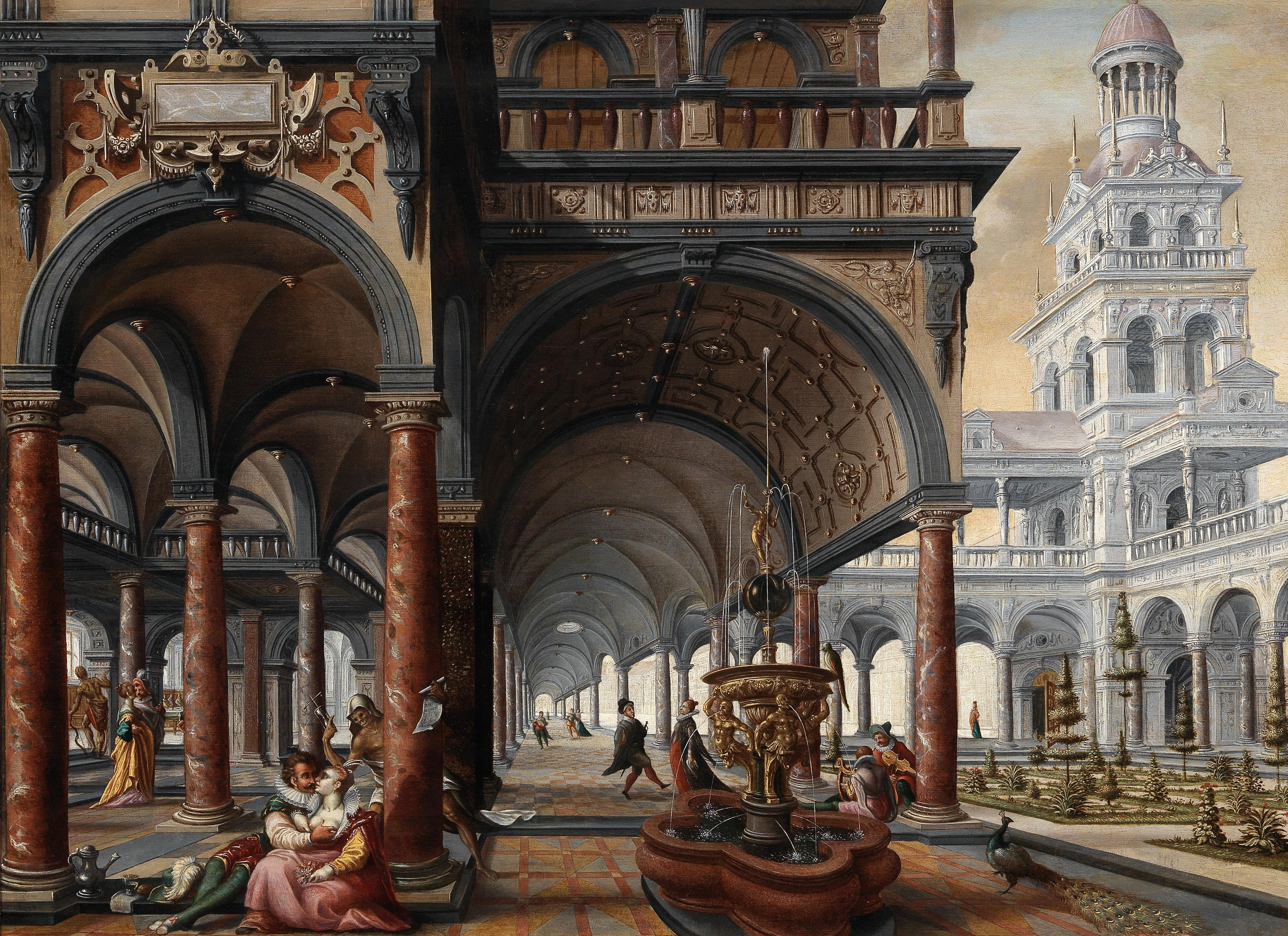
Allegorie auf die Liebe und den Tod

Von der neueren Forschung, insbesondere durch Bernard M. Vermet, werden die bisherigen Vermutungen über die Vita des Künstlers weitgehend infrage gestellt. Vermet vermutet eine Herkunft Hendrick Aerts aus Mechelen. Er vermutet weiter, dass Aerts sich schon früh an Paul Vredeman de Vries orientiert haben könnte und von diesem auch ausgebildet wurde. Er traf ihn vermutlich zwischen 1592 und 1595 in Danzig. Danach hat er de Vries, wahrscheinlich von 1596 bis 1599, nach Prag begleitet, wo er als dessen Assistent tätig war. Ab 1599 könnte Aerts abermals nach Danzig zurückgekehrt sein, wo er wohl gegen 1603 verstorben ist.

## Werke
Von Hendrick Aerts haben sich nur wenige Bilder erhalten. Die Forschung weist ihm weniger als zehn Gemälde zu. Das früheste sichere Werk ist 1600 und das späteste Werk 1602 datiert. Er malte anscheinend ausschließlich Architekturstücke mit Palast und Kircheninterieurs, deren figürliche Staffage nicht selten Allegorien darstellen.
- Amsterdam, Rijksmuseum
  - David beobachtet die Toilette von Bathseba. 1602
- Braunschweig, Herzog Anton Ulrich-Museum
  - Inneres einer gotischen Kirche.
- Den Haag, Museum Bredius
  - Architekturstück mit einer Allegorie des Todes. 1602
- Verbleib unbekannt
  - Allegorie auf die Liebe und den Tod. um 1600/01 (2002 in Paris, Galerie De Jonckh)
  - Marktplatz. (bis mindestens 1913 in einer Privatsammlung in Schwedt an der Oder)
  - Inneres einer gotischen Kirche. (zugeschrieben – am 7. Juni 1994 vom Dorotheum in Wien versteigert)
  - Inneres einer Kathedrale mit Prozession. (am 5. Juli 2000 bei Bonhams Knightsbridge versteigert)